# 拱桥乡
拱桥乡，是中华人民共和国四川省资阳市安岳县下辖的一个乡镇级行政单位。

## 行政区划
拱桥乡下辖以下地区：
槐安村、五台村、向水村、高庙村、红花村、东安村、冒水村、化龙村、龙门村和孟良村。